# Donjon von Pons
Der Donjon von Pons in der südwestfranzösischen Stadt Pons ist ein 30 Meter hoher mittelalterlicher Wehrturm und – neben dem Donjon von Niort – eines der schönsten Beispiele eines romanischen Donjons im Westen Frankreichs. Der Bau wurde im Jahr 1912 als Monument historique eingestuft.

## Lage
Der Donjon der Niederungsburg steht am Rand eines Kalksteinplateaus über dem Tal der Seugne; unmittelbar daneben befindet sich das im Jahr 1621 erbaute ehemalige Schloss Pons, das heute die Stadtverwaltung beherbergt.

## Baugeschichte
Der Donjon wurde 1187 von Gottfried III. (französisch: Geoffroy III.) von Pons erbaut, einem Vasallen von Richard Löwenherz. Er ersetzte einen aus dem 11. Jahrhundert stammenden Wehrturm, der von Richard Löwenherz während der Niederwerfung einer Adelsrebellion in der Saintonge im Jahre 1179 zerstört worden war. Der Zinnenkranz mit seinen Ecktürmchen und der darunter umlaufende Rundbogenfries sind historistische Zutaten aus dem Jahr 1904, die durch den damaligen Ministerpräsidenten Frankreichs und ehemaligen Bürgermeister von Pons, Émile Combes, hinzugefügt wurde und dem im Jahre 1574 zerstörten – aber in einer Zeichnung dokumentierten – Donjon von Tonnay-Boutonne nachempfunden sind.

## Architektur

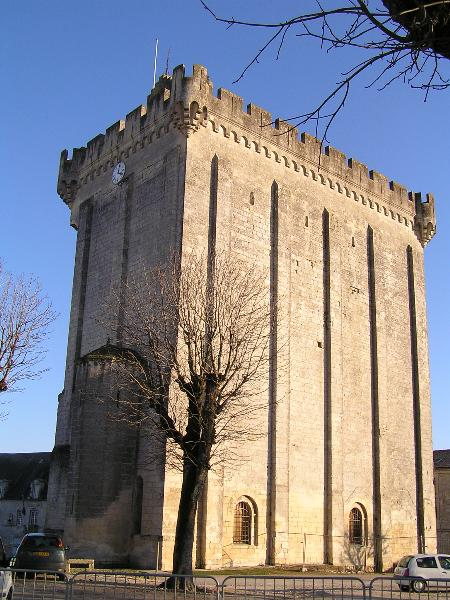
Donjon von Pons

Der Donjon hat einen rechteckigen Grundriss von 26,45 × 15,25 Metern Seitenlänge und ist etwa 33 Meter hoch. Seine von insgesamt 16 Strebepfeilern verstärkten Außenmauern sind zwischen 2,50 und 4,40 Meter dick. Das Erdgeschoss des insgesamt dreigeschossigen Turms diente als Aufenthaltsort der Wachen und als Lager für Waffen, Lebensmittel sowie für Wasservorräte, Wein etc.
Auf der Nordseite befindet sich ein – später angebauter – polygonaler Treppenturm mit einer steinernen Wendeltreppe (vis); ursprünglich war dieser Hocheingang nur über Leitern bzw. über eine hölzerne Treppe zu erreichen, die im Fall von Angriffen eingezogen oder zerstört werden konnte. Dieser Zugang war ausschließlich der Familie des Burgherren, deren Dienern sowie hochrangigen Besuchern vorbehalten und führt ins 1. Obergeschoss, in welchem sich der über 12 Meter hohe und mit einer Spitztonne überwölbte Empfangs-, Repräsentations- und Festsaal (grande salle) befindet, der Tageslicht durch große Rundbogenfenster auf der Südseite erhält.
Der Zugang ins Obergeschoss führt über äußerst schmale – in der Wand versteckte – steinerne Wendeltreppen; in dem von sechs kleinen Fenstern belichteten Raum befanden sich die – wahrscheinlich durch Holzwände abgetrennten – Wohn- und Schlafgemächer der Burgherren. Vom Dach des Turms genießt man schöne Ausblicke über die Stadt, das Tal der Seugne und die umgebende Landschaft.

## Bedeutung
Der Donjon von Pons gehört – neben den mittelalterlichen Wohntürmen von Niort, Loudun, Loches und Beaugency – zu den eindrucksvollsten und besterhaltenen Bauwerken seiner Art in Frankreich.